# Кульминация (музыка)
Кульмина́ция (с лат. culmen – вершина) в музыке — момент наивысшего напряжения в музыкальном произведении или какой-либо относительно завершённой его части. Кульминация присутствует во всех уровнях музыкальной формы, поэтому форма произведения — система кульминаций. 
Кульминация мелодии или всего произведения обычно находится вблизи пункта золотого сечения, например, звук или группа звуков, которые образуют регистровую вершину во второй половине мелодического построения; длительная кульминационная зона в сонатной форме на границе разработки и репризы. 
Главная (генеральная) кульминация образует смысловой центр произведения перед принципиальным завершением формы. В организации кульминации могут участвовать все музыкально-выразительные средства: высота звука, звуковая динамика, метрические акценты, ладовая неустойчивость, фактура, оркестровка и др. 
Кульминация музыкально-сценического произведения формируется в соответствии с общими законами драмы.